# المزیریب
المزیریب (به عربی: المزیریب) یک منطقهٔ مسکونی در سوریه است که در Daraa District واقع شده‌است.

## خصوصیات
المزیریب ۱۲٬۶۴۰ نفر جمعیت دارد.